# Чемпионат СССР по современному пятиборью 1958
VI чемпионат СССР по современному пятиборью был проведен в Москве с 26 по 31 августа 1958 года.
В соревновании приняли участие 90 спортсменов от 16 команд союзных республик, Москвы и Ленинграда. Награды разыгрывались в личном и командном первенстве. Чемпионат СССР являлся главным соревнованием в системе отбора в состав команды для участия в Чемпионате мира 1958 года в городе Олдершот  Великобритания.
Главный судья — судья республиканской категории Е. Пловитс.

## Верховая езда
26 августа 1958 года.
Соревнования проходили на спортивной базе «Планерная» (в настоящее время- Олимпийский учебно-спортивный центр «Планерная»).
Лидер сборной СССР чемпион мира 1957 года Игорь Новиков потерпел неудачу. Ему досталась лошадь по кличке Банкет. Начало прохождения дистанции было хорошим, но при приземлении после очередного препятствия — бетонной трубы высотой 120 см — нога коня попала в яму, и всадник вместе с лошадью упали. Досадная случайность едва не привела к тяжелой травме. В итоге с большим трудом Игорь Новиков пересек линию финиша, получив 857,5 очков.
*Результаты. Конный кросс. Личное первенство.
| Место | Спортсмен     | Республика спортивное общество               | Время   | Очки  |
| ----- | ------------- | -------------------------------------------- | ------- | ----- |
| 1.    | А. Тарасов    | Ленинград Динамо                             | 10.26,2 | 1000  |
| 2.    | К. Сальников  | Москва · Советская Армия                     | 11.05,0 | 987,5 |
| 3.    | В. Демьяненко | Азербайджанская ССР · Баку · Советская Армия | 11.06,4 | 985   |

## Фехтование
27-28 августа 1958 года.
Из-за большого количества спортсменов (90 пятиборцев) фехтование пришлось проводить в два дня.
Первое место занял Александр Тарасов (Ленинград, динамо). Но как иногда случается в пятиборье спортсмены одного общества начинают «помогать» своему лидеру. По воспоминаниям пятиборцев Тарасов стал уговаривать других участников отдать ему бои в фехтовании, так как с успешным прохождением конного кросса у него появился шанс стать чемпионом страны.
* Результаты. Личное первенство.
| Место | Спортсмен    | Республика спортивное общество | Победы | Очки |
| ----- | ------------ | ------------------------------ | ------ | ---- |
| 1.    | А. Тарасов   | Ленинград Динамо               | 75     | 1135 |
| 2.    | И. Новиков   | Ереван · Динамо                | 70     | 1015 |
| 3.    | Н. Татаринов | Ленинград Советская Армия      | 67     | 1000 |

## Стрельба
29 августа 1958 года.
В третий день спортсмены состязались в соревнованиях по стрельбе из пистолета. Задача упражнения: поразить на расстоянии 25 метров появляющуюся на 3 сек. мишень. Каждый из участников должен сделать 20 выстрелов по 5 в 4 сериях. За результат 195 начислялось 1000 очков.
*Результаты. Личное первенство.
| Место | Спортсмен  | Республика спортивное общество           | Результат | Очки |
| ----- | ---------- | ---------------------------------------- | --------- | ---- |
| 1.    | А. Певцов  | Грузинская ССР · Тбилиси · Динамо        | 191       | 920  |
| 2.    | Н. Назаров | Молдавская ССР · Кишинев · ДСО «Молдова» | 191       | 920  |
| 3.    | К. Добилас | Литовская ССР · Вильнюс · Динамо         | 190       | 900  |

## Плавание
30 августа 1958 года.
Дистанция 300 м вольным стилем.
*Результаты. Плавание. Личное первенство.
| Место | Спортсмен  | Республика спортивное общество          | Результат | Очки |
| ----- | ---------- | --------------------------------------- | --------- | ---- |
| 1.    | И. Дерюгин | Украинская ССР · Киев · Советская Армия | 3.48,6    | 1060 |
| 2.    | Б. Пахомов | Москва · Советская Армия                | 3.56,3    | 1020 |
| 3.    | И. Новиков | Армянская ССР · Ереван · Динамо         | 3.57,7    | 1015 |

## Кросс
31 августа 1958 года.
Соревнования проходили на спортивной базе «Планерная» (в настоящее время- Олимпийский учебно-спортивный центр «Планерная»).
*Результаты. Кросс. Личное первенство.
| Место | Спортсмен    | Республика спортивное общество    | Результат | очки |
| ----- | ------------ | --------------------------------- | --------- | ---- |
| 1.    | А. Тарасов   | Ленинград Динамо                  | 14.29,4   | 1093 |
| 2.    | В. Алшевский | РСФСР · Советская Армия           | 14.37,3   | 1069 |
| 3.    | Ю. Муромцев  | Грузинская ССР · Тбилиси · Динамо | 14.48,2   | 1036 |

## Чемпионат СССР. Мужчины. Итоговые результаты
Личное первенство.
| Место | Спортсмен         | Спортивное общество       | время/очки    | победы/очки | результат/очки | 300 м время/очки | 4 км время/очки | Сумма  |
| ----- | ----------------- | ------------------------- | ------------- | ----------- | -------------- | ---------------- | --------------- | ------ |
| 1.    | Александр Тарасов | Ленинград Динамо          | 10.26,2/1000  | 75/1135     | 181/720        | 4.22,0/890       | 14.29,4/1093    | 4838   |
| 2.    | Николай Татаринов | Ленинград Советская Армия | 11.36,2/850   | 67/1015     | 190/900        | 4.17,1/915       | 15.19,0/943     | 4623   |
| 3.    | Игорь Новиков     | Армянская ССР · Динамо    | 11.33,8/857,5 | 70/1065     | 182/740        | 3.57,7/1015      | 15.23,5/931     | 4603,5 |

 Командное первенство.
| Дисциплина           | Золото                                                             | Серебро                                     | Бронза                                                |
| Командное первенство | РСФСР · Ленинград · Александр Тарасов · Николай Татаринов · 20 418 | Москва · К. Сальников · Б. Пахомов · 19 491 | Армянская ССР · Игорь Новиков · В. Матевосян · 18 685 |